# مارك غاليغو
مارك غاليغو (بالألمانية: Marc Gallego)‏ هو لاعب كرة قدم ألماني، ولد في 13 أغسطس 1985 في كارلسروه في ألمانيا. لعب مع إف إس في فرانكفورت وفالدهوف مانهايم ونادي كارلسروه.

## وصلات خارجية
- مارك غاليغو على موقع قاعدة بيانات كرة القدم.إي يو (الإنجليزية)
- مارك غاليغو على موقع بيانات كرة القدم. دي إي (الألمانية)
- مارك غاليغو على موقع عالم كرة القدم.نت (الإنجليزية)